# Departamento Victoria
Victoria es un departamento de la provincia de Entre Ríos en la República Argentina. Es el tercero más extenso de la provincia con una superficie de 6.989 km² y el sexto menos poblado, con 45.120 habitantes según censo de 2022.
Limita al oeste con el departamento Diamante, al norte con el departamento Nogoyá, al sur con la provincia de Santa Fe y la ciudad de rosario, al este con el departamento Gualeguay.
De acuerdo a la metodología utilizada por el INDEC para el censo de 2010 el departamento Victoria comprendió tres localidades: Antelo o Villa Ángela, Molino Doll, Victoria. Rincón de Nogoyá, Charigüé (en el ejido municipal de Victoria), y Laguna del Pescado fueron consideradas localidades en el censo de 2001, pero perdieron esa categoría en el de 2010.
La liga de fútbol en victoria se llama: "liga Victoriense de fútbol", lo conforman 12 clubes.

## Historia
El 13 de mayo de 1810 se creó un oratorio dedicado a la Nuestra Señora de Aránzazu en el lugar conocido como La Matanza, dando origen a la actual ciudad de Victoria.
Mediante el Plan de división de los Departamentos de la Provincia de Entre Ríos del 6 de diciembre de 1821, (ley sancionada por la Legislatura el 17 de febrero de 1822) el gobernador Lucio Norberto Mansilla dividió la provincia en dos departamentos principales, cada uno subdividido en 4 departamentos subalternos, quedando La Matanza dentro del Departamento Subalterno N° 3 del 1° principal del Paraná, bajo la dependencia de la villa de Nogoyá:

Departamento N° 3. Comprende desde el Paracao, Paraná abajo, hasta la barra del Nogoyá, y desde allí por sus fondos hasta las puntas de dicho Nogoyá, incluso el pago de D. Cristóbal.

La administración de justicia estaba a cargo de un alcalde mayor de hermandad en La Matanza, pero para juicios de mayor cuantía solo intervenía el alcalde mayor de Nogoyá.
El censo poblacional realizado en 1825 menciona que en la jurisdicción del pueblo de la Matanza se hallaban los partidos de: 1) Manantiales; 2) Quebrachitos; 3) Chilcas, Chacaras, Carrizal y Pajonal.
El 26 de agosto de 1826 una ley del Congreso Provincial sancionada a propuesta de Justo José de Urquiza, elevó al rango de villa al pueblo de la Matanza.
El 31 de octubre de 1829 La Matanza pasó a llamarse Victoria.
Mediante la sanción del Reglamento de Administración de Justicia del 13 de abril de 1849, Urquiza realizó una nueva división administrativa de la provincia, creando el Departamento de la Victoria:

Art. 5°: Departamento de la Victoria: su territorio desde el arroyo del Doll, Paraná abajo, hasta la barra de Nogoyá, comprendiendo el pueblo y suburbios, y los distritos Rincón de Nogoyá, Laguna de Pescado, Corrales, Quebrachito, Pajonal, Rincon del Doll.

Tras la desfederalización de Entre Ríos, el 21 de septiembre de 1860 fue sancionada la ley que creó las jefaturas políticas en cada departamento, siendo el jefe político un representante del poder ejecutivo a cuyas órdenes estaban los comisarios policiales y los alcaldes de distrito en sus funciones políticas. El 16 de enero de 1861 el gobernador Urquiza decretó para el departamento Victoria el nombramiento de un juez de paz, 5 alcaldes de los cuarteles numerados del 1° al 5° y 8 alcaldes de los distritos 1° Rincón de Nogoyá, 2° Laguna del Pescado, 3° Corrales, 4° Quebrachitos, 5° Hinojal, 6° Pajonal, 7° Chilcas, 8° Rincón del Doll.
Una ley del congreso provincial sancionada el 3 de mayo de 1867 fijó el límite entre los departamentos Victoria y Nogoyá:

Art. 1: Desde la fecha de la presente ley, los Departamentos, de Victoria y Nogoyá tendrán por límites la Cuchilla Grande que divide las aguas para los arroyos, Don Cristóbal y el Chañar del Departamento de Nogoyá, y para los arroyos Doll, Chilcas, Quebrachitos y Montoya del Departamento Victoria.

En 1871 el ministro de Gobierno de Entre Ríos solicitó a los jefes políticos de cada departamento de la provincia que elevaran un informe sobre los límites efectivos de sus jurisdicciones. El 3 de septiembre de ese año el jefe político de Victoria informó que el departamento Victoria tenía los siguientes límites:

Por el Norte camino real del Nogoyá al Paraná. Por el Nordeste la Cuchilla Grande que divide las aguas de la Cañada Montoya y arroyos Malo y Chañar; ambos límites colindan con el Departamento Nogoyá. Por el Este el arroyo Nogoyá colindando con el Departamento Gualeguay. Por el Oeste con el arroyo Doll, desde sus puntas hasta su barra, que vá hasta el camino de la cuchilla del Nogoyá al Paraná, colindando con el Departamento Diamante, y por el Sud, Riacho de la Victoria.

De acuerdo a un decreto de nombramientos del 18 de mayo de 1868 el departamento Victoria tenía un juez de paz y 5 alcaldes de cuartel numerados de 1 a 5 en la villa de Victoria, y alcaldes de los distritos de campaña numerados del 1 al 8. Otro decreto del 15 de abril de 1875 menciona los distritos: 1° Rincón de Nogoyá, 2° Laguna del Pescado, 3° Corrales, 4° Quebrachito, 5° Hinojal, 6° Pajonal, 7° Chilcas, 8° Rincón del Doll, 9° Montoya.
El 21 de junio de 1979 la intervención militar de la provincia sancionó y promulgó la ley n.º 6378 que rectificó y precisó los límites interdepartamentales. Un sector del departamento Nogoyá en el área de la localidad de Aranguren fue transferido al de Victoria. El departamento Gualeguay incorporó al departamento Victoria los territorios insulares entre el riacho Victoria y el río Paraná Pavón. Aunque el decreto-ley n.º 6378 perdió eficacia el 10 de diciembre de 1987 al no ser prorrogada su vigencia, los límites quedaron legalmente retrotraídos a los existentes al 24 de marzo de 1976 (excepto los legislados posteriormente en democracia). Sin embargo, los organismos públicos provinciales y nacionales continuaron utilizando los límites dispuestos por ese decreto-ley sin revertir a los límites previos.
El decreto-ley n.º 22067 sancionado y promulgado el 5 de septiembre de 1979 y confirmado por el Congreso Nacional al sancionarse el Digesto Jurídico Argentino el 21 de mayo de 2014 como ley DJA W-1200, asignó a la jurisdicción de Entre Ríos que corresponde al departamento Victoria las siguientes islas del río Paraná:

... quedarán para Entre Ríos las siguientes islas: del Pillo, paraje Vuelta de Montiel, Paraguayito, del Paraguayo II, el Brasilero, de la Paloma, sin nombre 2 (frente a la de la Paloma), del Francés, Castellanos, del Espinillo, Invernada, sin nombre 3 (frente a la anterior), Flora, Rosita, sin nombre 6 (frente a San Lorenzo),...
Decreto-ley n.° 22067

## Gobiernos locales

### Municipios
| Municipio | Población |
| --------- | --------- |
| Victoria  | 28 492    |

### Comunas
| Comuna           | Población |
| ---------------- | --------- |
| Rincón de Nogoyá | 947       |
| Rincón del Doll  | 597       |
| Antelo           | 279       |

### Centros rurales de población
Los centros rurales de población gobernados por juntas de gobierno son:
Tercera categoría
- Molino Doll

Cuarta categoría
- Chilcas: creado el 30 de marzo de 1984.[15] Población rural dispersa.
- Distrito Pajonal: creado el 9 de mayo de 1984.[16] Población rural dispersa.
- Hinojal: creado el 18 de agosto de 2000.[17] Población rural dispersa.
- Laguna del Pescado
- Montoya: creado el 11 de junio de 1984.[18] Población rural dispersa.

Los integrantes de las juntas de gobierno fueron designados por decreto del gobernador hasta que fueron elegidos por primera vez el 23 de noviembre de 2003, sin embargo, dado que los circuitos electorales en algunos casos no coinciden con las jurisdicciones de las juntas de gobierno algunas de ellas siguen siendo designadas por decreto mientras que otras se agrupan para elegir una sola junta. En este último caso el gobierno se reserva el derecho de realizar posteriormente la designación de la o las juntas subsumidas. En las elecciones del 23 de noviembre de 2003, 18 de marzo de 2007, 23 de octubre de 2011 y 25 de octubre de 2015 Rincón del Doll y Molino Doll eligieron una única junta de gobierno. Sin embargo, el gobierno provincial designó integrantes de Molino Doll el 16 de febrero de 2004, 8 de febrero de 2008, 19 de marzo de 2012 y 10 de febrero de 2016.
Los circuitos electorales utilizados para las elecciones de las juntas de gobierno son (CIRCUITO ELECTORAL: junta de gobierno):
- 102-PAJONAL: Distrito Pajonal
- 103-CHILCAS: Chilcas
- 106-Rincón DEL DOLL: Molino Doll es designada (y Rincón del Doll)
- 107-LAGUNA DEL PESCADO: Laguna del Pescado
- 109-HINOJAL: Hinojal
- 110-MONTOYA: Montoya

El circuito electoral 108-QUEBRACHITOS corresponde a un área no organizada en las que no se elige un gobierno local.
El 30 de agosto de 1984 fue creado el centro rural de población de Paraje Charigüé mediante decreto n.º 3191/1984 MGJE del gobernador Sergio Montiel, sin embargo, no fue designada una junta de gobierno y la creación no se llevó a efecto. Al promulgarse la ley n.º 8855 el 30 de agosto de 1994 el decreto fue implícitamente abrogado al ser su territorio anexado el ejido municipal de Victoria.

## Distritos
El departamento Victoria se divide en 10 distritos. Para fines de mensuras catastrales y en algunas ramas de la administración provincial el ejido original del municipio de Victoria es considerado aparte de los distritos y la Codificación General de Jurisdicciones Político Administrativas de la Provincia de Entre Ríos le asigna el código 1300.
| Código - Distrito                       | Área (en km²) |
| --------------------------------------- | ------------- |
| 1301 - Corrales                         | 309,39        |
| 1302 - Chilcas                          | 184,07        |
| 1303 - Hinojal                          | 164,23        |
| 1304 - Montoya                          | 268,23        |
| 1305 - Laguna del Pescado               | 254,66        |
| 1306 - Pajonal                          | 290,38        |
| 1307 - Quebrachitos                     | 162,19        |
| 1308 - Rincón del Doll                  | 203,55        |
| 1309 - Rincón del Nogoyá                | 709,25        |
| 1310 - Isla del Pillo/Islas de Victoria | 4055,53       |

- Corrales: comprende parte del ejido municipal de Victoria, y el área jurisdiccional de la comuna de Antelo.
- Chilcas: comprende el área jurisdiccional del centro rural de población de Chilcas.
- Hinojal: comprende el área jurisdiccional del centro rural de población de Hinojal.
- Montoya: comprende eln área jurisdiccional del centro rural de población de Montoya.
- Laguna del Pescado: comprende parte del ejido municipal de Victoria (ampliación del ejido original) y el área jurisdiccional del centro rural de población de Laguna de Pescado.
- Pajonal: comprende el área jurisdiccional del centro rural de población de Pajonal.
- Quebrachitos: comprende el área no organizada del circuito electoral Quebrachitos.
- Rincón del Doll: comprende el área jurisdiccional de la comuna de Rincón del Doll y el área jurisdiccional del centro rural de población de Molino Doll.
- Rincón de Nogoyá: comprende el área jurisdiccional de la comuna de Rincón de Nogoyá.
- Isla del Pillo o Islas de Victoria: incluidas en el ejido municipal de Victoria (ampliación del ejido original).[23][24]
  - 1° Sección Islas: comprende desde Molino Doll hasta la parte norte del ejido original de Victoria y hasta unos 20 o 25 kilómetros de allí hacia Rosario.
  - 2° Sección Islas: comprende un grupo de islas desde la 1° Sección hasta frente a las localidades de San Lorenzo y Puerto San Martín en Santa Fe.
  - 3° Sección Islas: comprende desde frente a Rosario y Villa Constitución al Sur, hasta aproximadamente la isla del Pillo al norte.
  - 4° Sección Islas: comprende desde la anterior hasta el ejido original de Victoria, extendiéndose hasta Rincón de Nogoyá.

## Demografía
Cuenta con 40 652 habitantes (Indec, 2022), lo que representa un incremento del 13,7% frente a los 35 767 habitantes (Indec, 2010) del censo anterior.
La población se encuentra repartida en 20 684 mujeres y 19 968 hombres, con un índice de masculinidad de 96.5 hombres por cada 100 mujeres. 
La edad mediana de la población es de 34 años (35 años entre las mujeres y 33 años entre los hombres).
El 12,8% de la población tiene más de 65 años (frente al 11,6% en 2010), y el 2,9% de la población tiene más de 80 años (mismo porcentaje que en 2010)
De las personas residentes en el departamento, unas 5 454 nacieron en otra provincia, y unas  229 lo hicieron fuera del país, siendo los grupos de inmigrantes más numerosos los provenientes de:
- Paraguay: 36 personas
- Perú: 27 personas
- Uruguay: 26 personas
- China: 26 personas
- Colombia: 15 personas

## Áreas naturales protegidas
Como parte del Sistema Provincial de Áreas Protegidas se hallan en el departamento el 3 áreas naturales autóctonas preservadas:
- Reserva ecológica Monte de los Ombúes: reserva natural creada el 17 de julio de 2001, administrada por el Municipio de Victoria.[36][37]
- Paisaje protegido El Alisal: paisaje protegido privado de 246 ha ubicado en la isla El Espinillo.[38]
- Reserva de uso múltiple municipal Islas de Victoria: reserva de uso múltiple del Municipio de Victoria que con 376 000 ha es la mayor área protegida de la provincia. Fue creada en 2003.[39]

El departamento Victoria cuenta con la reserva íctica intangible Laguna del Pescado, creada por decreto 424/1968 del 2 de octubre de 1968. En ella está prohibida la pesca y todo acto que perturbe el normal desarrollo del medio ambiente. Incluye las vías de comunicación de la laguna del Pescado con el riacho Victoria.
El decreto del 2 de octubre de 1968 también estableció restricciones pesqueras para las aguas circundantes e interiores de la isla del Pillo, en donde se permite la pesca mediante el uso de líneas de mano, cañas y espineles con no más de 20 anzuelos.
La resolución N.º 201 DGRNFyEA del 7 de febrero de 2005 resolvió declarar zona de reserva para la pesca deportiva a un sector de las islas del departamento Victoria, en el espacio limitado al norte por el riacho Victoria, al Este y Sur por el riacho Paranacito, al oeste por el riacho Carbón Grande desde la Boca Sucia hasta el riacho Carbón Chico en la Boca del Espinillo.